# Eleição presidencial nos Estados Unidos em 1916
A eleição presidencial dos Estados Unidos de 1916 foi a trigésima-terceira eleição presidencial do país. Foi realizada em 7 de novembro de 1916, para eleger o presidente e o seu vice-presidente dos Estados Unidos. Após ser eleito em 1912, Woodrow Wilson concorreu em 1916 à reeleição, sendo eleito. Charles Evans Hughes, foi candidato do Partido Republicano. Thomas R. Marshall foi reeleito vice de Wilson, e permaneceu no cargo até 1921. Charles W. Fairbanks concorria a voltar para a vice-presidência, já que tinha exercido o cargo entre 1905 a 1909 no governo de Theodore Roosevelt.
A eleição ocorreu quando a Europa estava mergulhada na Primeira Guerra Mundial. O sentimento público, ainda neutro, os Estados Unidos se inclinou para seus aliados, as forças britânicas e francesas, devido ao tratamento áspero de civis pelo exército alemão, que tinha invadido e ocupado grande parte da Bélgica e o norte da França. No entanto, apesar de sua simpatia para com as forças aliadas, a maioria dos eleitores americanos queriam evitar o envolvimento na guerra, e preferiram prosseguir numa política de neutralidade. Depois de uma disputa árdua, Wilson derrotou Hughes por uma margem estreita. Wilson foi ajudado por seu slogan de campanha "Ele nos manteve fora da guerra".

## Processo eleitoral
A partir de 1832, os candidatos para presidente e vice começaram a ser escolhidos através das Convenções. Os delegados partidários, escolhidos por cada estado para representá-los, escolhem quem será lançado candidato pelo partido. Os eleitores gerais elegem outros "eleitores" que formam o Colégio Eleitoral. A quantidade de "eleitores" por estado varia de acordo com a quantidade populacional do estado. Em quase todos os estados, o vencedor do voto popular leva todos os votos do Colégio Eleitoral.

## Convenções

### Convenção Nacional doPartido Socialistade 1916
A quinta Convenção Nacional do Partido Socialista da América (Socialist Party of America) foi realizada entre 10 e 11 de março em Chicago. Allan Louis Benson foi nomeado candidato para presidente por 16.639 votos, contra 12.264 de James Hudson Maurer e a 3.495 de Arthur LeSueur. George R. Kirkpatrick foi nomedo candidato para vice-presidente.

### Convenção Nacional doPartido Republicanode 1916
A décima-sexta Convenção Nacional Republicana (Republican Party) de 1916 foi realizada entre 7 e 10 de junho em Chicago. Um dos principais objetivos dos chefes do partido na convenção foi para curar a divisão amarga dentro do partido que havia ocorrido na campanha presidencial de 1912. Naquele ano, Theodore Roosevelt fechou a GOP (o Partido Republicano também é conhecido como Grand Old Party, ou seja, Grande Velho Partido) e formou seu próprio partido político, o Partido Progressivo, que continha a maioria dos liberais do Partido Republicano. William Howard Taft, o presidente em exercício, ganhou a nomeação regular do Partido Republicano. Essa divisão nas fileiras do Partido Republicano dividiu o voto republicano e levou à eleição do democrata Woodrow Wilson. Apesar de que vários candidatos foram abertamente concorrentes para a nomeação 1916, - o mais proeminente foi o senador conservador Elihu Root e o senador liberal John W. Weeks - os chefes do partido queriam um moderado que seria aceitável para ambas as facções do partido. Eles se voltaram para o juiz da Suprema Corte de Justiça, Charles Evans Hughes, que tinha servido na corte desde 1910 e, portanto, tinha a vantagem de não ter falado publicamente sobre questões políticas em seis anos. Hughes ganhou a nomeação no terceiro escrutínio com 950 votos. O ex-vice-presidente Charles W. Fairbanks foi nomeado como seu companheiro de chapa.

### Convenção Nacional doPartido Democratade 1916
A vigésima-segunda Convenção Nacional Democrata (Democratic Party) foi realizada entre 14 e 16 de junho em St. Louis. Cada estado foi concedido dois delegados por cada membro do Congresso, para um total de 1.093 delegados e suplentes. O presidente Woodrow Wilson foi nomeado para um segundo mandato sem uma votação nominal, com apenas uma abstenção. Thomas R. Marshall foi re-nomeado para vice por unanimidade.

### Outras convenções de 1916
| Outras convenções de 1916                 | Outras convenções de 1916                              | Outras convenções de 1916 |
| Local e data                              | Partido                                                | Candidato presidencial    |
| ----------------------------------------- | ------------------------------------------------------ | ------------------------- |
| Nova Iorque entre 29 de abril e 3 de maio | Partido Trabalhista Socialista (Socialist Labor Party) | Arthur Elmer Reimer       |
| St. Paul entre 19 e 21 de julho           | Partido da Proibição (Prohibition Party)               | James Frank Hanly         |
| Minneapolis em 25 de julho                | Partido Americano (American Party)                     | Charles Evans Hughes      |

## Campanha

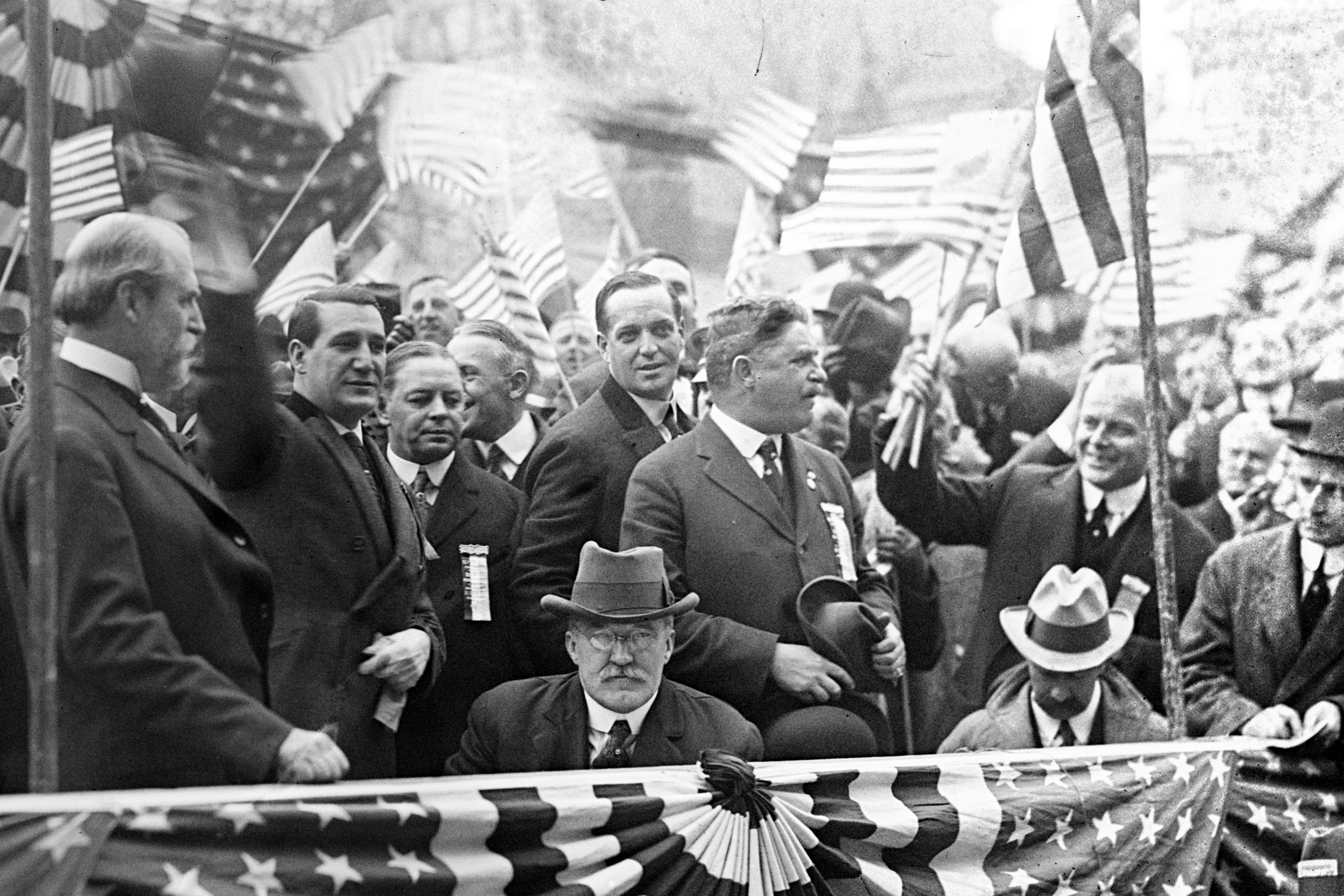
Charles Evans Hughes (na esquerda da foto) em sua campanha na cidade de Nova Iorque.

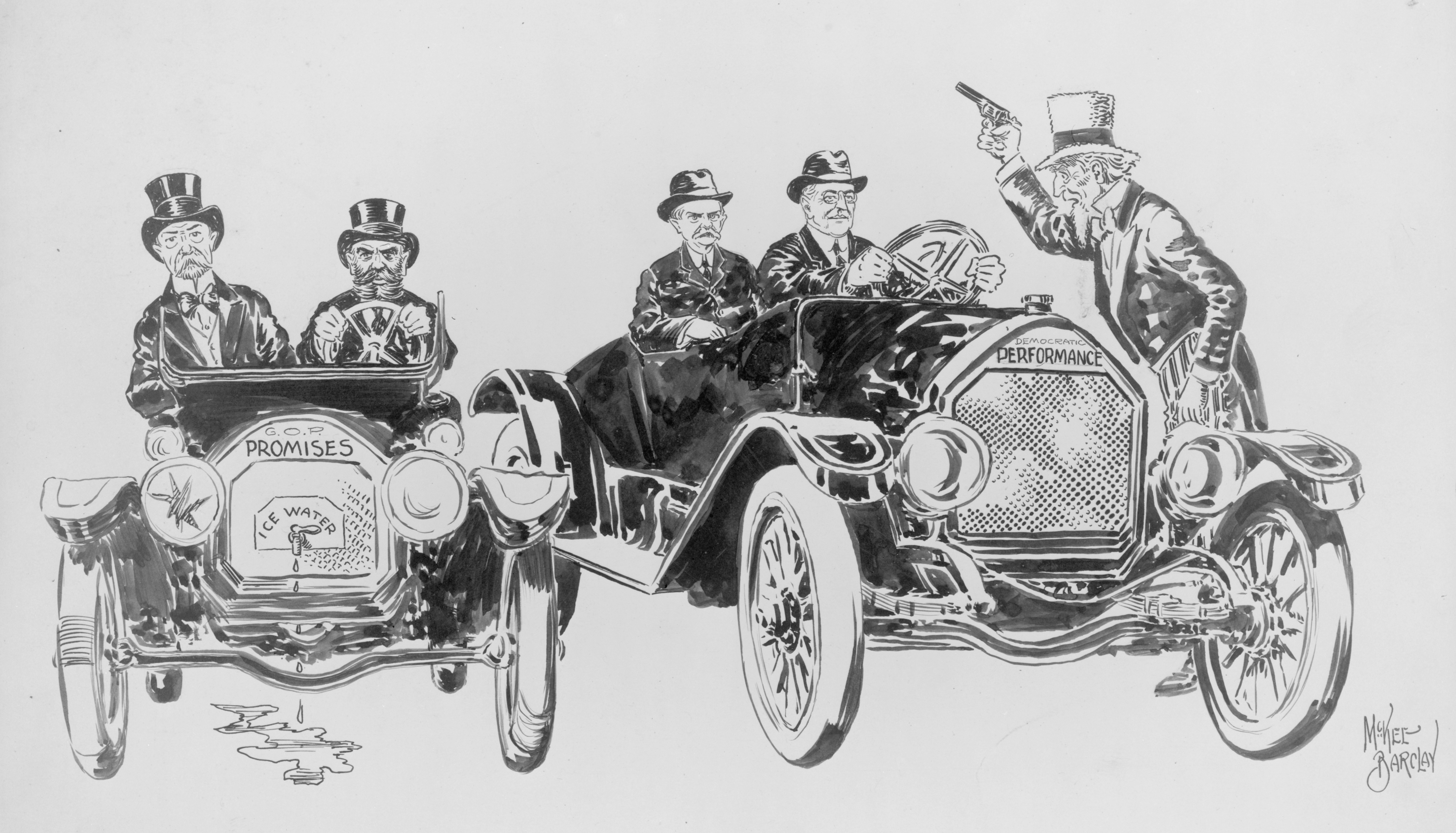
Cartoon político da corrida presidencial pelo cartunista McKee Barclay. Os candidatos republicanos e democratas são mostrados em automóveis na corrida. À esquerda, o ticket republicano, o vice Charles Fairbanks com o candidato presidencial Charles Evans Hughes ao volante, em um automóvel amassado com pneus gastos, identificado como "Promessas GOP", o radiador vazando "água gelada". Para a direita há um automóvel maior, denominado "Desempenho Democrata" mantém os candidatos democratas, no qual o vice Thomas R. Marshall está sentado ao lado do presidente Woodrow Wilson ao volante. Na extrema direita, o Tio Sam levanta uma pistola para dar início a corrida.

Os combates na Europa dominou a campanha. Woodrow Wilson fez campanha para a reeleição com a promessa de neutralidade na Primeira Guerra Mundial. Seu slogan de campanha: "Ele nos manteve fora da guerra", era muito popular. Hughes defendeu um programa de maior mobilização e preparação, alguns jornais pró-Wilson afirmou que Hughes, se eleito, teve secretamente planejando levar a América para a guerra. Com Wilson tendo sucesso pressionando os alemães a suspender a guerra submarina irrestrita, era difícil para Hughes para atacar plataforma de pacífica de Wilson. Hughes criticou as intervenções militares de Wilson no México, onde os Estados Unidos estavam apoiando diversas facções na Revolução Mexicana. Hughes também atacou Wilson por seu apoio de várias leis "pró-trabalhistas" (como a limitação da jornada de trabalho de oito horas), sob a alegação de que eram prejudiciais aos interesses comerciais. No entanto, suas críticas ganharam pouca importância, especialmente entre os trabalhadores das fábrica que tinham apoiado as tais leis. Hughes foi ajudado pelo apoio vigoroso do popular ex-presidente Theodore Roosevelt, e pelo fato de que os republicanos ainda estavam sendo o maior partido da nação na época. Um erro de Hughes foi feita na Califórnia. Pouco antes da eleição, Hughes fez um balanço da campanha através do estado, enquanto em Long Beach ele ficou no mesmo hotel com Hiram Johnson, o governador republicano do Estado. Hughes - que pode não ter sabido da presença de Johnson no hotel - nunca fez a curta viagem para cumprimentar Johnson em sua suíte do hotel. Johnson tomou isso como uma afronta deliberada e nunca deu seu apoio total para Hughes. Dada a Hughes a perda extremamente estreita que sofreu na Califórnia, este ligeiro não intencional pode ter lhe custado a presidência. A importância fundamental da Califórnia foi notável, uma vez que tinha sido tradicionalmente um Estado republicano confiável. Além disso, controlada apenas um número modesto de votos eleitorais neste momento na história (13).

## Resultados
| Candidato presidencial                                           | Partido                                                          | Estado de origem                                                 | Voto popular                                                     | Voto popular                                                     | Colégio Eleitoral | Colégio Eleitoral | Running mate                | Running mate     | Running mate      |
| Candidato presidencial                                           | Partido                                                          | Estado de origem                                                 | Votos                                                            | %                                                                | Votos             | %                 | Candidato vice-presidencial | Estado de origem | Colégio Eleitoral |
| ---------------------------------------------------------------- | ---------------------------------------------------------------- | ---------------------------------------------------------------- | ---------------------------------------------------------------- | ---------------------------------------------------------------- | ----------------- | ----------------- | --------------------------- | ---------------- | ----------------- |
| Woodrow Wilson                                                   | Partido Democrata                                                | Virgínia                                                         | 9.126.868                                                        | 49,24%                                                           | 277               | 52,2%             | Thomas R. Marshall          | Indiana          | 277               |
| Charles Evans Hughes                                             | Partido Republicano                                              | Nova Iorque                                                      | 8.548.728                                                        | 46,12%                                                           | 254               | 47,8%             | Charles W. Fairbanks        | Ohio             | 254               |
| Allan Benson                                                     | Partido Socialista da América                                    | Michigan                                                         | 590.524                                                          | 3,19%                                                            | 0                 | 0%                | George Ross Kirkpatrick     | Ohio             | 0                 |
| James Hanly                                                      | Partido da Proibição                                             | Illinois                                                         | 221.302                                                          | 1,19%                                                            | 0                 | 0%                | Ira Landrith                | Tennessee        | 0                 |
| Outros                                                           | Outros                                                           | Outros                                                           | 49.163                                                           | 0,27%                                                            | 0                 | 0%                | Outros                      | Outros           | 0                 |
| Total                                                            | Total                                                            | Total                                                            | 18.536.585                                                       | 100%                                                             | 531               |                   |                             |                  | 531               |
| Votos minímos do Colégio Eleitoral de que se precisa para vencer | Votos minímos do Colégio Eleitoral de que se precisa para vencer | Votos minímos do Colégio Eleitoral de que se precisa para vencer | Votos minímos do Colégio Eleitoral de que se precisa para vencer | Votos minímos do Colégio Eleitoral de que se precisa para vencer | 266               |                   |                             |                  | 266               |

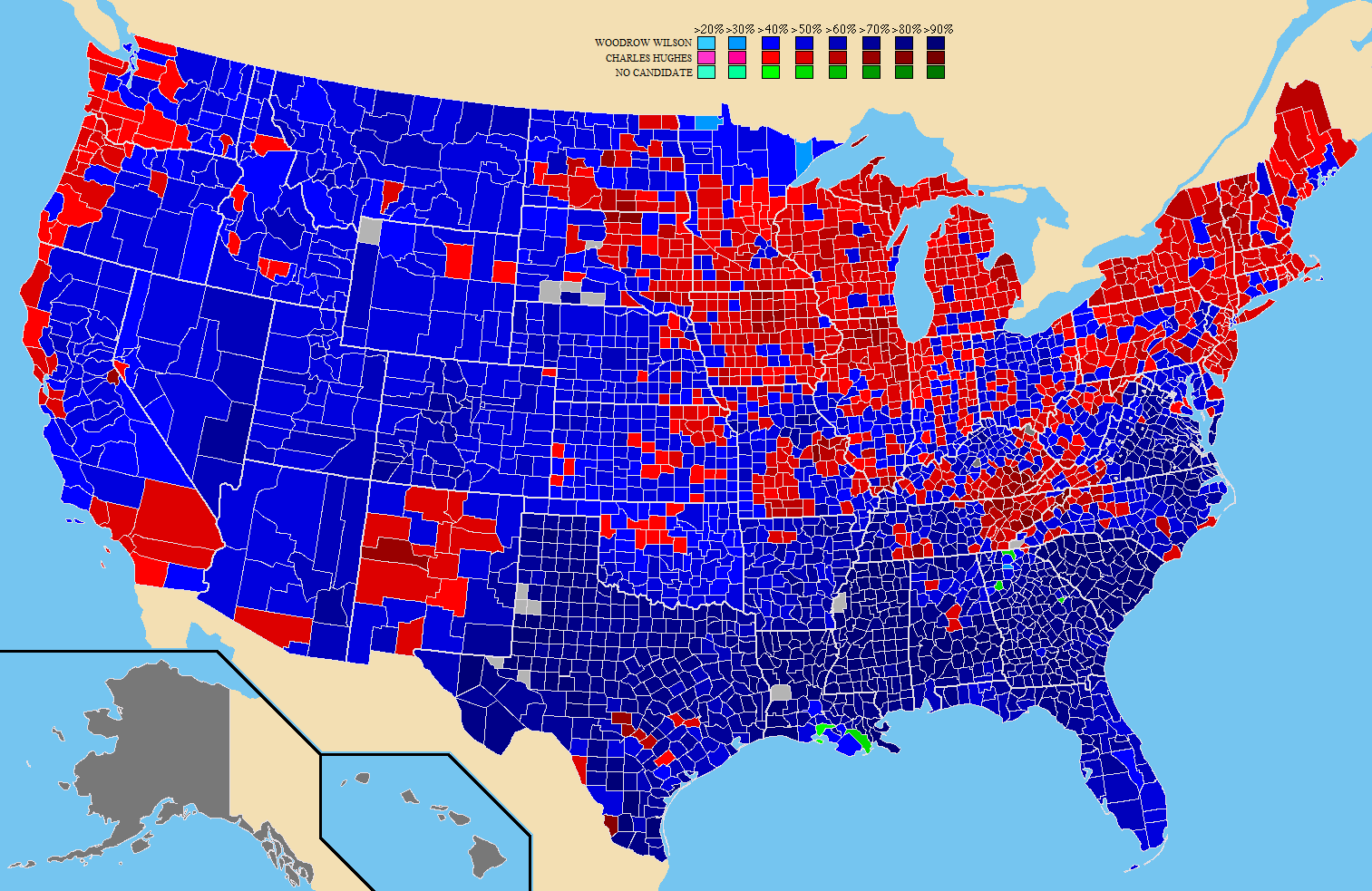
Resultados por condados:
Woodrow Wilson
Charles Evans Hughes
Nenhum dos candidatos

Fonte - Voto popular: Colégio Eleitoral: 